# Ústavní zvyklost
Ústavní zvyklost (ústavní konvence, obyčej) je nepsané právní pravidlo, které není obsaženo přímo v textu ústavy. Přesto se v praxi dodržuje, protože umožňuje řešit situace, na které psaná ústava nepamatuje. Ústavní zvyklost vzniká podobně jako každý právní obyčej dlouhodobým dodržováním určitého postupu a přesvědčením většiny o tom, že taková zvyklost vytvořila pravidlo chování. Britská ústava je na ústavních zvyklostech zcela založena, naproti tomu v systémech s psanou ústavou mohou působit jen praeter legem, nemohou být tedy v rozporu s výslovným zněním ústavy.
Příkladem české ústavní zvyklosti může být, když prezident republiky pověří nějakou osobu jednáním o sestavení vlády, protože Ústava České republiky zná pouze jmenování předsedy a dalších členů vlády, které následuje až poté. Jinou takovou ústavní konvencí je, když demisi podá jen předseda vlády, ale fakticky to znamená demisi celé vlády.